# Benjamin Mazar

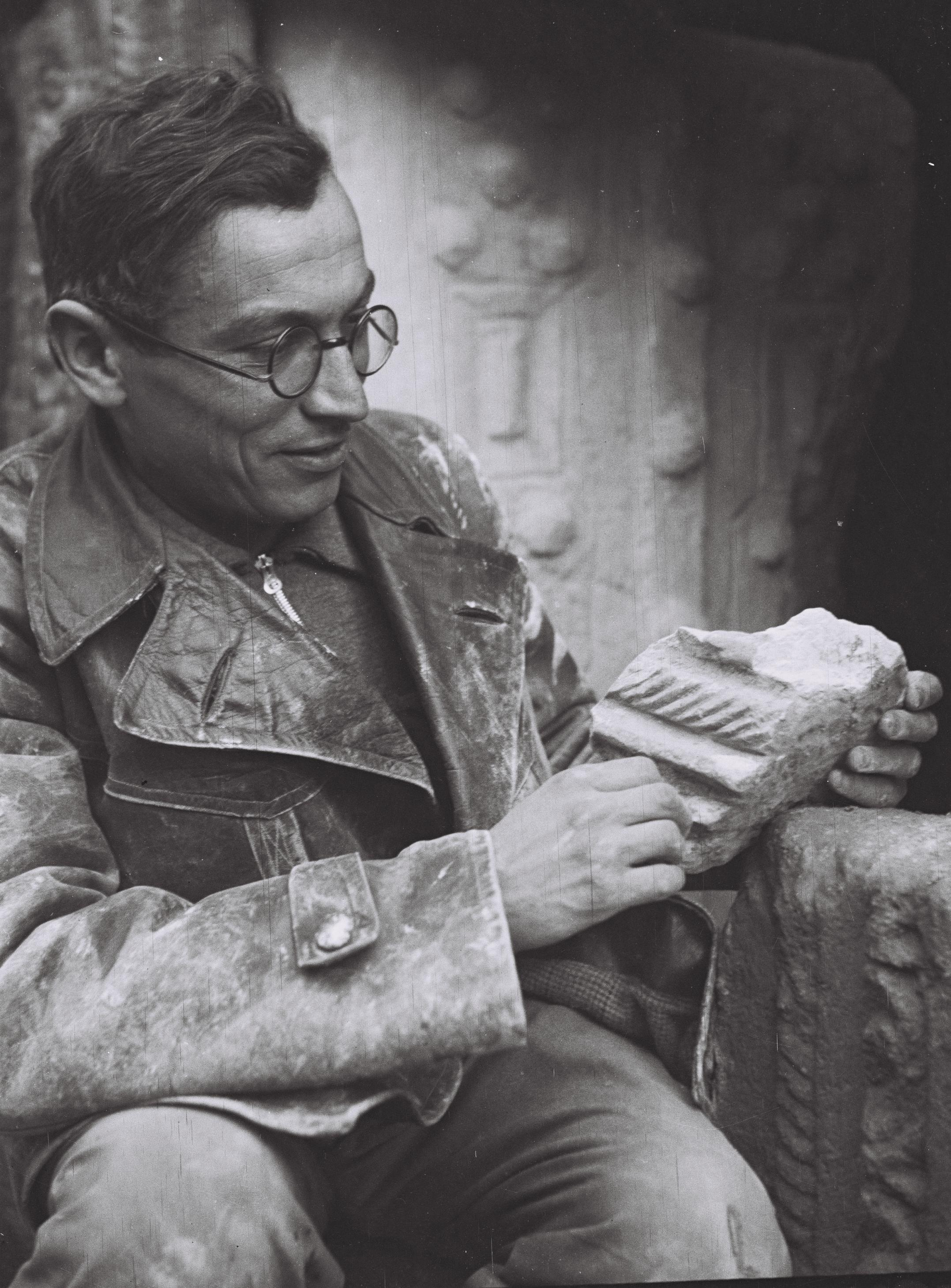
Benjamin Mazar 1936 in Bet Sche’arim

Benjamin Mazar (geboren 28. Juni 1906 als Benjamin Zeev Maisler in Ciechanowiec, damals Russisches Kaiserreich; gestorben 8. September 1995 in Jerusalem, Israel) war einer der ersten israelischen Historiker und gilt als der „Vater“ der biblischen Archäologie in Eretz Israel.

## Leben

### Jugend und Studium
Benjamin Maisler war eines von fünf Kindern eines wohlhabenden russisch-polnischen Tabakhändlers. Seine Kindheit verbrachte er auf der Krim. Er studierte in den 1920er Jahren Archäologie und Assyriologie an den Universitäten in Berlin und Gießen, wo er 1928 bei dem Assyriologen Julius Lewy mit einer Arbeit über Geschichte und Ethnographie Syriens und Palästinas promovierte. Seine erste Veröffentlichung war der Artikel Amarna in der Encyclopaedia Judaica (1928).

### Lehre
Im Dezember 1928 kam er per Schiff nach Haifa, damals britisches Mandatsgebiet Palästina. Er stieß zu seiner Familie, die bereits früher nach Palästina ausgewandert war. Die folgenden Jahre verlebte er in Jerusalem unter schwierigen finanziellen Bedingungen als Privatgelehrter, bis er 1943 einen Ruf an die Hebräische Universität Jerusalem erhielt. Zunächst Dozent für Biblische Geschichte und Historische Geographie Palästinas, erhielt er 1951 den Lehrstuhl für Geschichte des jüdischen Volkes in biblischer Zeit und Archäologie des Landes Israel, den er bis zu seiner Emeritierung 1977 innehatte.
1952 wurde er Rektor und ab 1953 für acht Jahre Präsident der Universität. In dieser Zeit nahm Maisler den hebräischen Namen Mazar an. Mazar war Gründer des Archäologischen Rates von Israel und von 1959 bis an sein Lebensende Vorsitzender der Israel Exploration Society. Mazar war am Ausbau des Campus der Hebräischen Universität in Givat Ram und an der Einrichtung und Fertigstellung der Hadassah-Medical School und des dortigen Krankenhauses beteiligt.
Zu Mazars Schülerkreis in seinen ersten Jahren an der Hebräischen Universität gehören mehrere später international bekannte Wissenschaftler, wie Jochanan Aharoni, Mosche und Trude Dothan, Avraham Malamat, Chajim und Miriam Tadmor.

### Archäologie
Benjamin Mazar nahm unter anderem an folgenden Ausgrabungen teil:
- 1930 Tell Beit Mirsim; Leitung: William Foxwell Albright, dessen Stratigraphie und Keramiktypologie Mazar übernahm. Mazar betrachtete Albright als seinen Mentor.
- 1931 Ramat Rachel.
- 1936–1940. 1956. 1959. Jüdische Katakomben von Bet Schearim; die erste Grabung, die Mazar leitete.
- 1944–1945 Bet Jerach, eine bedeutende frühbronzezeitliche Siedlung.
- 1948–1950 Tell Qasileh im heutigen Stadtgebiet von Tel Aviv. Dies war eine Stadt der Philister.
- 1949. 1961–1962. 1964–1965 En Gedi, zahlreiche Funde der Eisenzeit (Schwerpunkt spätes 7. Jahrhundert v. Chr. bis Perserzeit).
- 1968–1977 Jerusalemer Altstadt: kontinuierliche Grabungen in Ostjerusalem galten den südlichen und westlichen Umfassungsmauern der herodianischen Tempelplattform sowie den Treppen und Zugängen, die auf diese Esplanade führten. Dabei wurden auch Kalifenpaläste der Omayyaden freigelegt.
- 1986–1987 Ophel, gemeinsam mit seiner Enkelin Eilat Mazar.

Mazars wichtigste Grabungen waren die südlich und westlich des Tempelbergs. Sie waren logistisch besonders aufwändig und politisch kontrovers. Die wissenschaftlichen Abschlussberichte dieser Jerusalemer Grabungen veröffentlichte Mazar bis zu seinem Tode nicht. Das lag daran, dass es nach Abschluss der Grabungen zu einer Kontroverse zwischen dem Grabungsleiter (field director) Meir Ben Dov und Benjamin Mazar kam. Die Grabungstagebücher, Pläne und Zeichnungen hatte Mazar in Verwahrung, die archäologischen Funde dagegen Ben Dov. Die Publikation der Abschlussberichte übernahm schließlich Eilat Mazar; aber mittlerweile waren einige Zeichnungen, Fotografien und auch Funde auf unterschiedliche Weise verschollen. Daher sind diese Abschlussberichte unvollständig.

### Familie
Benjamin Mazar (damals Maisler) war seit 1932 mit Dina Schimschi verheiratet. Die Eheleute hatten einen Sohn Ori. Mazar war der Schwager des dreimaligen Präsidenten Israels Jitzchak Ben Zwi (Isaak Schimschilewitsch). Aus Mazars Familie stammen weitere israelische Archäologen, so zum Beispiel sein Sohn Ori Mazar, seine Enkelin Eilat Mazar, sein Enkel Dan Mazar und sein Neffe Amichai Mazar.

## Ehrungen
- 1960: Mitglied der Israelischen Akademie der Wissenschaften
- 1968: Israel-Preis für seine Studien über das Judentum
- 1968: Yakir Yerushalaim-Preis

## Veröffentlichungen (Auswahl)

### Als Benjamin Maisler
- Untersuchungen zur alten Geschichte und Ethnographie Syriens und Palästinas. Gießen 1930 (= Dissertation).
- The Graphic Historical Atlas of Palestine, Part 2200–333 B.C., Israel in Biblical Times, Szapiro, Tel Aviv 1942.

### Als Benjamin Mazar
- Bet-Sh'earim, 3 Bände 1944; Neuauflage: Massada Press, Jerusalem 1973 für die Israel Exploration Society, ISBN 0-8135-0762-6.
- mit Moshe Davis: The Illustrated History of the Jews, Harper & Row, New York 1963.
- mit Trude Dothan und I. Dunayevsky: En-Gedi: The First and Second Seasons of Excavations, 1961–1962; Department of Antiquities and Museums in the Ministry of Education and Culture, Jerusalem 1966.
- als Herausgeber: Patriarchs, Rutgers University Press, New Brunswick, New Jersey, USA 1970, ISBN 0-8135-0615-8.
- World History of the Jewish People, Volume 2, Allen, London 1971.
- als Herausgeber: Judges. Jewish History Publication Publishers Ltd., New Brunswick, New Jersey, USA 1971, ISBN 0-8135-0663-8.
- The Mountain of the Lord. Doubleday, Garden City, NY, USA.
  - deutsch: Der Berg des Herrn. Lübbe, Bergisch Gladbach 1979, ISBN 3-7857-0232-9.
- Archäologie auf den Spuren des Christentums. Neue Ausgrabungen in Jerusalem. Pawlak, Herrsching 1988, ISBN 3-88199-383-5.
- zusammen mit Eilat Mazar: Excavations in the South of the Temple Mount. The Ophel of Biblical Jerusalem, Qedem: Monographs of the Institute of Archaeology, The Hebrew University of Jerusalem, No. 29 1989 ISSN 0333-5844.

### Sammlung von Artikeln zum 85. Geburtstag
- Biblical Israel: State and People, edited by Shmuel Aḥituv; Magnes Press, The Hebrew University, Jerusalem together with the Israel Exploration Society 1992, ISBN 965-223-797-3.